# مثلث الشتاء

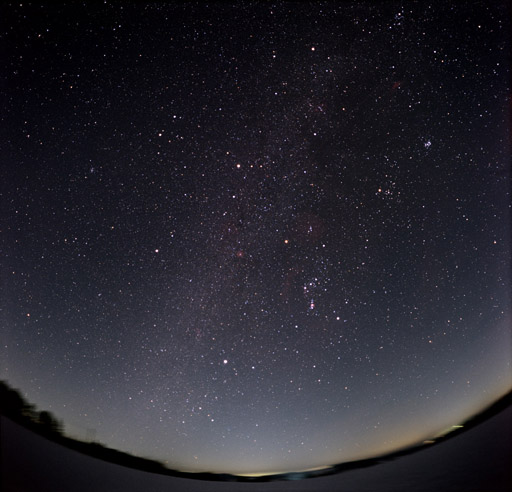
مثلث الشتاء فی سماء الشتاء

مثلث الشتاء (وهو معروف في الجنوب "بمثلث الجنوب العظيم "). وهو مثلث متساوي الأضلاع ، والثلاثة نجوم التي تشكله هي : الشعرى اليمانية والشعرى الشامية (بروكيون) و منكب الجوزاء. تلك الثلاثة نجوم من أعضاء قائمة العشرة أجرام سماوية الأشد سطوعا في السماء خارج المجموعة الشمسية. كما تسهل رؤية الشعرى اليمانية حيث أنها تكوّن كتف الجبار الذي يساعد هواة الفلك في العثور على نجوم وأجرام سماوية أخرى . وبالنسبة لمسدس الشتاء فإننا نتعرف عليه بمجرد عثورنا على مثلث الشتاء.

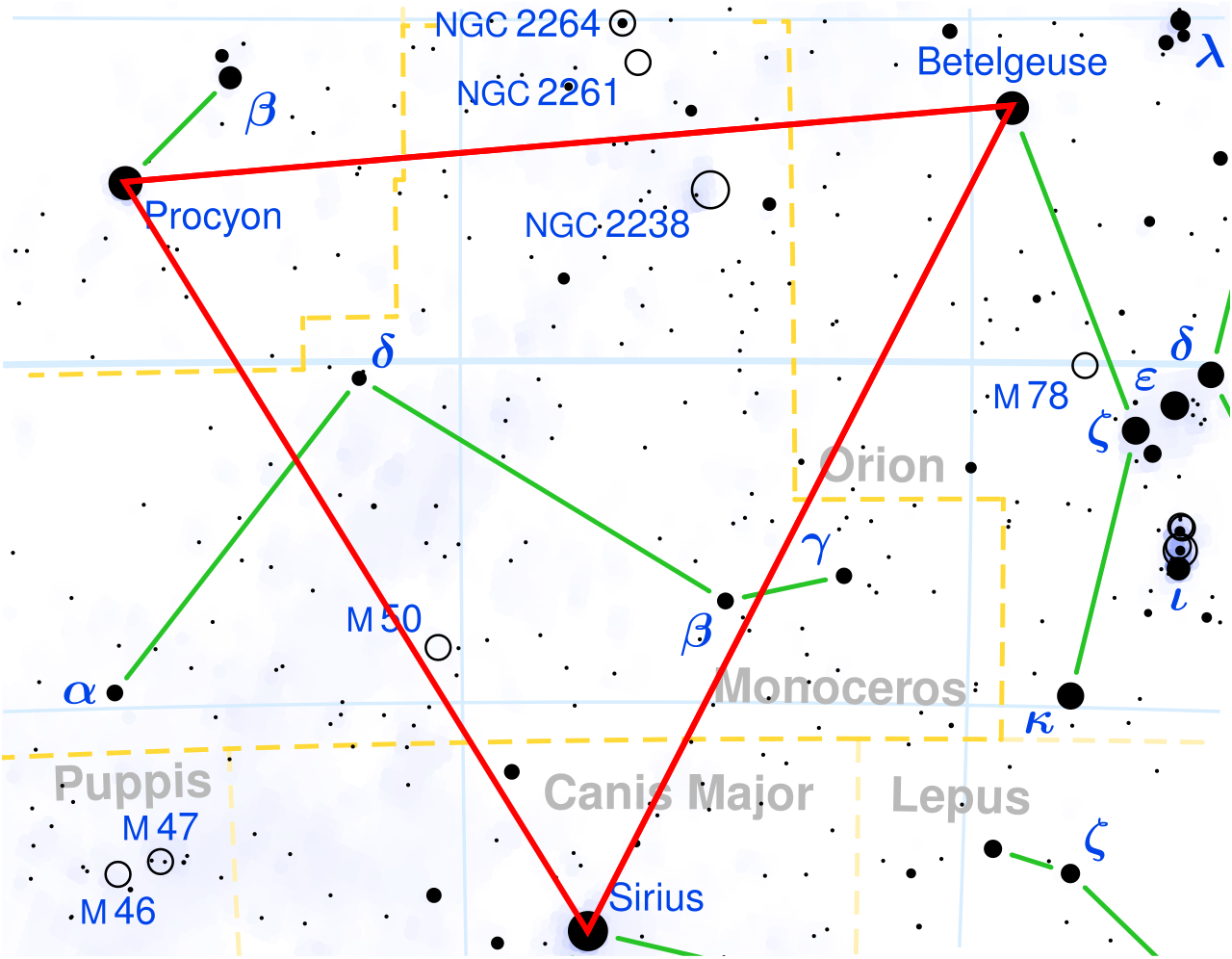
مثلث الشتاء

## اقرأ أيضا
- مثلث الصيف
- مثلث الربيع
- مربع الخريف
- مسدس الشتاء